# Andreas Mikkelsen
Andreas Mikkelsen (Oslo, 1989. június 22. –) norvég autóversenyző, a rali-világbajnokság (WRC) történelmének legfiatalabb pontszerzője és a 2011-es interkontinentális ralibajnokság győztese. Jelenleg a Hyundai gyári versenyzője a WRC-ben.

## Pályafutása

### Kezdeti évek
Fiatalabb éveiben a sísportban jeleskedett. Alpesisízőként stabil nemzeti kerettag volt, azonban egy tizenhat évesen elszenvedett térdsérülés miatt fel kellett hagynia a versenyszerű sízéssel. Ezután motokrosszozni kezdett, ám hamar kiderült, hogy a sérült térde akadályozza e sportban is. Ekkor született meg a döntés, amely a rali irányába terelte. Mivel még mindössze tizenhét éves volt, hazájában nem indulhatott autóversenyeken, ezért brit vezetői engedélyt szerzett, és ezt követően részt vehetett az Egyesült Királyságban rendezett raliversenyeken. A jó anyagi háttérrel bíró Andreas egy Ford Focus WRC-vel szerepelt ralis pályafutása kezdeti időszakában, amivel több brit ralin győzni tudott, de még Észtországban is sikerrel járt.

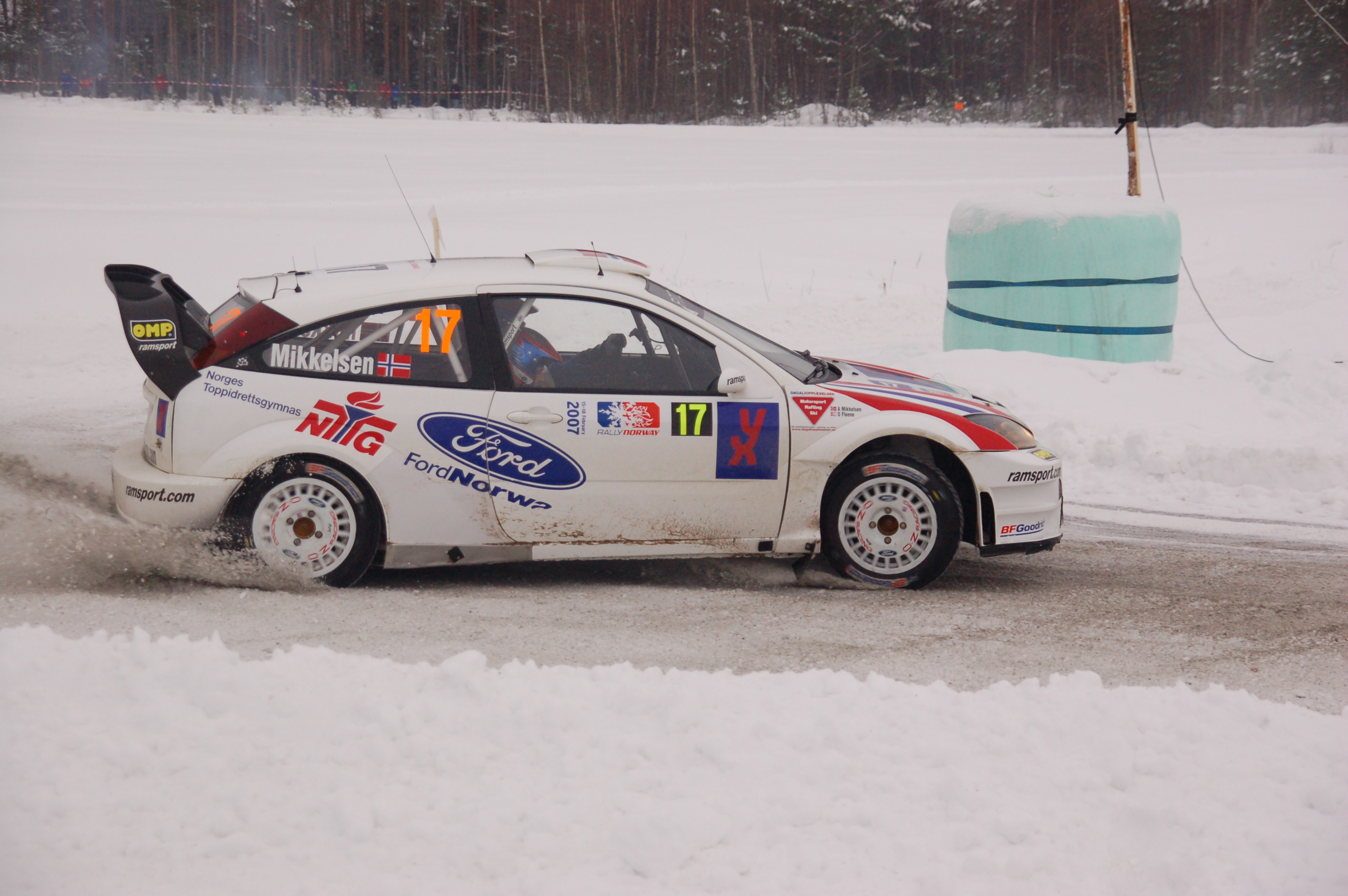
A 2007-es norvég ralin

A 2006-os Wales-ralin indult első világbajnoki versenyén, ám egy baleset miatt nem ért célba. 2007-ben már nyolc világbajnoki futamon szerepelt, emellett az ír aszfaltos bajnokság, és a norvég bajnokság egyes állomásain is részt vett. Ez évben két világbajnoki futamon is a Stobart Ford csapatával indult, de sem a félgyári, sem a Ramsport nevű privát csapattal nem szerzett pontot.
2008-ban a kétszeres világbajnok, Marcus Grönholm lett a segédje, tanácsadója. Andreas rögtön a szezon második futamán, a svéd ralin pontot szerzett. Az ötödik helyen zárt, amivel – 17 év 233 naposan – ő lett a világbajnokság történetének legfiatalabb pontszerzője. Következő világbajnoki futamán, a Szardínia-ralin az ötödik helyről esett ki, rögtön a második szakaszon majd két eredménytelenebb versenyt futott a török és finn ralikon, ami után úgy lett tizenegyedik a német ralin, hogy egy szakaszt is nyert. Spanyolországban újfent pontszerző volt, majd a korzikai versenyen – több defekt után – tizenegyedik. A világbajnokság mellett, a norvég bajnokságban szerepelt. Az egész szezon alatt Mads Østberggel küzdött az összetett elsőségért, ám végül alulmaradt az év végi összesítésben és második lett.

### 2009: egy tragikus és sikertelen év
2009-ben mindössze két világbajnoki futamon állt rajthoz. A hazájában rendezett futamon egy N csoportos Imrezával indult, azonban nem ért célba, ahogy a lengyel ralin sem, ahol egy Fabia WRC-vel szerepelt.
A korábbi évekhez hasonlóan, ebben az évben is szerepelt a norvég bajnokságban. A szezon hatodik, egyben egyetlen aszfaltos versenyén, a Larvik-ralin elütött egy nézőt, aki a helyszínen meghalt. Andreas a második gyorsasági szakaszon, egy ugratót követő kanyarban elvesztette uralmát autója felett. Lecsúszott az útról és elsodort egy tízéves kislányt, aki a biztonsági zónán kívül ült. A tragédia után Andreas még három (egy svéd, egy cseh és egy spanyol) ralin indult az évben, és mind a három versenyen dobogóra állt.

### 2010–2012: IRC-sikerek

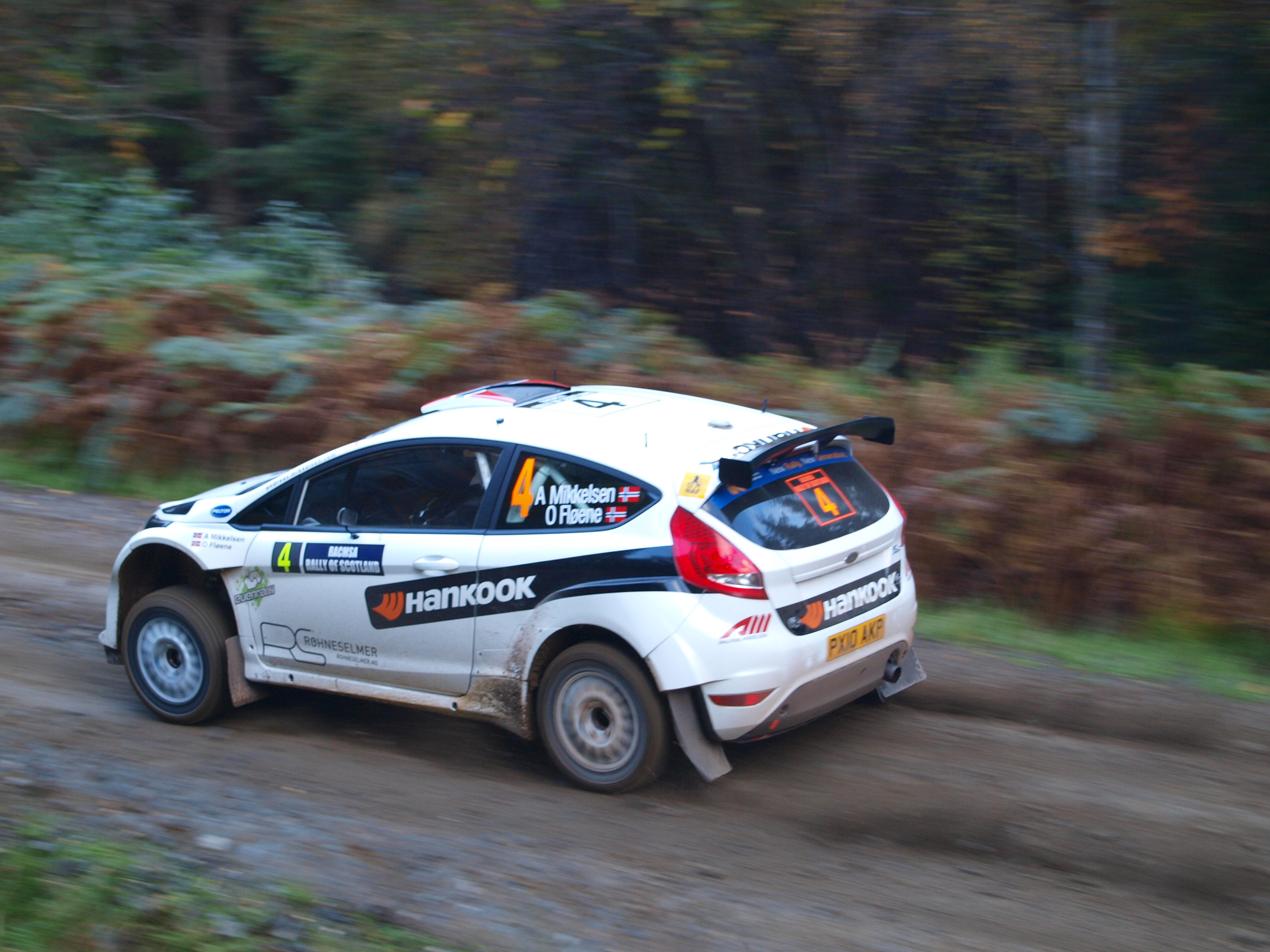
2010-ben a skót ralin

2010-ben szerepelt első alkalommal az interkontinentális ralibajnokságon. Mikkelsen a Hankook gumigyár szponzorálását élvezve hét futamon vett részt a sorozatban. Szardínián debütált, ahol rögtön az első szakaszon összetörte Ford Fiesta S2000-esét. A következő versenyeken már pontszerző volt, az idényzáró előtti skót ralin pedig másodikként zárt. Az IRC mellett továbbra is indult a norvég bajnokságon, de két világbajnoki ralin is rajthoz állt. A szezonzáró Wales-ralin egy Fabia S200-assal szerepelt, amivel az összetett tizedik, valamint az SWRC-értékelés első helyén végzett.
A 2011-es IRC-szezonra egész éves szerződést kapott a Skoda UK csapatánál, ahol a távozó Guy Wilks helyét vette át. Az idény első versenyén, a Monte Carlo-ralin már az első szakasz első kilométerében szalagkorlátnak ütközött és kiesett. A következő három verseny mindegyikén pontszerző volt, majd az Ypres-ralin újfent az első gyorsaságin esett ki. Az Azori-szigeteki viadalon már a győzelemért csatázott: végig megvolt az esélye a sikerre, végül azonban alulmaradt Hanninennel szemben, és lett második. A cseh Barum-rali következett, ahol ötödik volt. A szezon nyolcadik állomásán, a Mecsek-ralin magabiztosan vezetett a belga Thierry Neuville és a cseh Jan Kopecky előtt, mígnem az utolsó előtti szakaszon kicsúszott és fel kellett adnia a folytatást. A szoros bajnokságban Mikkelsen ekkor nem számított az első számú esélyesek közé. A pécsit követő San Remói versenyen azonban újfent bizonyította, hogy aszfalton is gyors. Andreas Freddy Loix és Neuville ellen küzdött a győzelemért, ám a célban alulmaradt utóbbival szemben; kettejük közt a különbség mindössze 1,5 másodperc volt. A bajnokságból ekkor már csak két futam volt hátra, azonban a skót rali másfél, míg a szezonzáró ciprusi futam dupla szorzós volt. Ezt tekintve, továbbá azt, hogy az év végi összesítésbe csak a pilóták ez évi legjobb hét eredménye számít bele, Mikkelsen előtt még nyitva volt a bajnoki cím megszerzésének esélye. A heves esőzésben tartott skót versenyen már a szombati szakaszokon ötven másodperces előnyt autózott ki. A zárónapon aztán némileg óvatosabb vezetéssel, előnyét beosztva ért be a célba. Első IRC-s győzelmével – öt másik pilótával együtt – versenyben maradt a bajnoki címért. Cipruson aztán újfent ő dominált. Az első versenynapon már húsz másodperces előnye volt, amit – a vetélytársak hibáinak is köszönhetően – közel két percesre növelt a végére. A duplaszorzóval és a mínuszolások után másfél ponttal több pontja maradt, mint az addig főesélyes Kopeckynek. Andreas tehát úgy lett bajnok, hogy mindössze négy alkalommal állt dobogón az évben, melyből háromszor az utolsó három futamon. "Úgy sírtam, mint egy kisbaba, hiszen már öt éve keményen dolgoztam ezért, miután feladtam az alpesi sízést, hogy megpróbáljak igazán jól ralizni és a csúcson lenni az IRC-ben. ... borzasztóan keményen dolgoztunk ezek alatt az évek alatt, úgyhogy nagyon boldog vagyok." – értékelte a sikert.

## Eredményei

### Rali-világbajnokság
| Év   | Csapat                      | Autó                   | 1      | 2      | 3      | 4      | 5      | 6      | 7      | 8      | 9      | 10      | 11     | 12     | 13      | 14    | 15    | 16     | Helyezés | Pont |
| ---- | --------------------------- | ---------------------- | ------ | ------ | ------ | ------ | ------ | ------ | ------ | ------ | ------ | ------- | ------ | ------ | ------- | ----- | ----- | ------ | -------- | ---- |
| 2006 | Stobart VK Ford Rally Team  | Ford Focus RS WRC 04   | MON    | SWE    | MEX    | ESP    | FRA    | ARG    | ITA    | GRE    | DEU    | FIN     | JPN    | CYP    | TUR     | AUS   | NZL   | GBR Ki | -        | 0    |
| 2007 | Stobart VK Ford Rally Team  | Ford Focus RS WRC 04   | MON    | SWE    | NOR 10 | MEX    | POR 10 |        |        |        |        |         |        |        |         |       |       |        | -        | 0    |
| 2007 | Ramsport                    | Ford Focus RS WRC 04   |        |        |        |        |        | ARG    | ITA    | GRE    | FIN 12 | DEU 24  | NZW    | ESP 25 | FRA Kiz | JPN   | IRE 9 |        | -        | 0    |
| 2007 | Ramsport                    | Ford Focus RS WRC 06   |        |        |        |        |        |        |        |        |        |         |        |        |         |       |       | GBR Ki | -        | 0    |
| 2008 | Ramsport                    | Ford Focus RS WRC 06   | MON    | SWE 5  | MEX    | ARG    | JOR    | ITA Ki | GRE    | TUR 19 | FIN 12 |         |        |        |         |       |       |        | 16.      | 5    |
| 2008 | Ramsport                    | Ford Focus RS WRC 07   |        |        |        |        |        |        |        |        |        | DEU 11  | NZL    | ESP 8  | FRA 11  | JPN   | GBR   |        | 16.      | 5    |
| 2009 | Andreas Mikkelsen           | Subaru Impreza WRX STi | IRE    | NOR Ki |        |        |        |        |        |        |        |         |        |        |         |       |       |        | -        | 0    |
| 2009 | Andreas Mikkelsen           | Škoda Fabia WRC        |        |        | CYP    | POR    | ARG    | ITA    | GRE    | POL Ki | FIN    | AUS     | ESP    | GBR    |         |       |       |        | -        | 0    |
| 2010 | Andreas Mikkelsen           | Ford Fiesta S2000      | SWE 11 | MEX    | JOR    | TUR    | NZL    | POR    | BUL    | FIN    | GER    | JPN     |        |        |         |       |       |        | 26.      | 1    |
| 2010 | Andreas Mikkelsen           | Škoda Fabia S2000      |        |        |        |        |        |        |        |        |        |         | FRA 18 |        |         |       |       |        | 26.      | 1    |
| 2010 | Czech Ford National Team    | Škoda Fabia S2000      |        |        |        |        |        |        |        |        |        |         |        |        | GBR 10  |       |       |        | 26.      | 1    |
| 2011 | Volkswagen Motorsport       | Škoda Fabia S2000      | SWE    | MEX    | POR    | JOR    | ITA    | ARG    | GRE    | FIN Ki | DEU    | AUS     | FRA    | ESP    | GBR     |       |       |        | -        | 0    |
| 2012 | Volkswagen Motorsport       | Škoda Fabia S2000      | MON    | SWE 13 | MEX    | POR    | ARG Ki | GRE Ki | NZL    | FIN    | DEU    | GBR     | FRA    | ITA    | ESP     |       |       |        | 14.      | 13   |
| 2013 | Volkswagen Motorsport II    | Volkswagen Polo R WRC  | MON    | SWE    | MEX    | POR 6  | ARG 8  | GRE 4  | ITA Ki | FIN 10 | GER WD | AUS 7   | FRA 7  | ESP Ki | GBR 5   |       |       |        | 10.      | 50   |
| 2014 | Volkswagen Motorsport II    | Volkswagen Polo R WRC  | MON 7  | SWE 2  | MEX 19 | POR 4  | ARG 4  | ITA 4  | POL 2  | FIN 4  | GER 3  | AUS 3   | FRA 2  | ESP 7  | GBR Ki  |       |       |        | 3.       | 150  |
| 2015 | Volkswagen Motorsport II    | Volkswagen Polo R WRC  | MON 3  | SWE 3  | MEX 3  | ARG Ki | POR 3  | ITA 36 | POL 2  | FIN Ki | GER 3  | AUS 4   | FRA 3  | ESP 1  | GBR 3   |       |       |        | 3.       | 171  |
| 2016 | Volkswagen Motorsport II    | Volkswagen Polo R WRC  | MON 2  | SWE 4  | MEX Ki | ARG 3  | POR 2  | ITA 13 | POL 1  | FIN 7  | GER 4  | CHN T   | FRA 3  | ESP Ki | GBR 12  | AUS 1 |       |        | 3.       | 154  |
| 2017 | Škoda Motorsport            | Škoda Fabia R5         | MO 7   | SWE    | MEX    | FRA 7  | ARG    | POR Ki |        |        |        |         |        |        |         |       |       |        | 12.      | 54   |
| 2017 | Citroën Total Abu Dhabi WRT | Citroën C3 WRC         |        |        |        |        |        |        | ITA 8  | POL 9  | FIN    | GER 2   |        |        |         |       |       |        | 12.      | 54   |
| 2017 | Hyundai Motorsport          | Hyundai i20 Coupe WRC  |        |        |        |        |        |        |        |        |        |         | ESP 18 | GBR 4  | AUS 11  |       |       |        | 12.      | 54   |
| 2018 | Hyundai Shell Mobis WRT     | Hyundai i20 Coupe WRC  | MON 13 | SWE 3  | MEX 4  | FRA 7  | ARG 5  | POR 16 | ITA 18 | FIN 10 | GER 6  | TUR 5   | GBR 6  | ESP 10 | AUS 11  |       |       |        | 6.       | 84   |
| 2019 | Hyundai Shell Mobis WRT     | Hyundai i20 Coupe WRC  | MON Ki | SWE 4  | MEX Ki | FRA    | ARG 2  | CHL 7  | POR    | ITA 3  | FIN 4  | GER 6   | TUR 3  | GBR 6  | ESP     | AUS T |       |        | 4.       | 102  |
| 2020 | Andreas Mikkelsen           | Škoda Fabia R5 Evo     | MON    | SWE    | MEX    | EST    | TUR    | ITA    | MNZ 6  |        |        |         |        |        |         |       |       |        | 15.      | 8    |
| 2021 | Toksport WRT                | Škoda Fabia R5 Evo     | MON 7  | ARC 11 | CRO 39 | POR WD | ITA Ki | KEN WD | EST 9  | BEL    | GRE 9  | FIN     | ESP    | MNZ 16 |         |       |       |        | 17.      | 10   |
| 2022 | Toksport WRT                | Škoda Fabia Rally2 evo | MON 7  | SWE 7  | CRO    | POR Ki | ITA Ki | KEN    | EST 8  | FIN    | BEL 7  | GRE] 13 | NZL    | ESP    | JPN     |       |       |        | 14.      | 25   |
| 2023 | Toksport WRT 3              | Škoda Fabia RS Rally2  | MON    | SWE    | MEX    | CRO    | POR 8  | ITA 5  | KEN    | EST 9  | FIN 10 | GRE 7   | CHL    | EUR 23 | JPN 7   |       |       |        | 11.      | 29   |
| 2024 | Hyundai Shell Mobis WRT     | Hyundai i20 N Rally1   | MON 6  | SWE    | KEN    | CRO 6  | POR    | ITA    | POL    | LAT    | FIN    | GRE     | CHL    | EUR 31 | JPN 31  |       |       |        | 11.      | 40   |

* A szezon folyamatban van.

### Interkontinentális ralibajnokság
| Év   | Csapat            | Autó              | 1      | 2     | 3     | 4     | 5      | 6     | 7     | 8      | 9     | 10     | 11    | 12     | 13  | Helyezés | Pont  |
| ---- | ----------------- | ----------------- | ------ | ----- | ----- | ----- | ------ | ----- | ----- | ------ | ----- | ------ | ----- | ------ | --- | -------- | ----- |
| 2010 | Andreas Mikkelsen | Ford Fiesta S2000 | MON    | CUR   | ARG   | CAN   | SAR Ki | YPR 5 | AZO 4 | MAD    | ZLI 5 | SAN Ki | SCO 2 | CYP Ki |     | 7.       | 21    |
| 2011 | Škoda UK          | Škoda Fabia S2000 | MON Ki | CAN 6 | COR 6 | YAL 4 | YPR Ki | AZO 2 | ZLI 5 | MEC Ki | SAN 2 | SCO 1  | CYP 1 |        |     | 1.       | 153.5 |
| 2012 | Škoda UK          | Škoda Fabia S2000 | AZO 1  | CAN 2 | IRL 2 | COR   | MEC    | YPR   | SMR   | ROM    | ZLI   | YAL    | SLI   | SAN    | CYP | 1.*      | 43*   |

* A szezon folyamatban van.